# Art in America
Art in America (englisch für „Kunst in Amerika“) ist ein monatlich erscheinendes Kunstmagazin mit Schwerpunkt auf zeitgenössischer Kunst.
Die Erstausgabe des Magazins erschien 1913.